# Santa Ana (Santa María Tlahuitoltepec)
Santa Ana es una comunidad en el municipio de Santa María Tlahuitoltepec en el estado de Oaxaca. Santa Ana está a 2087 metros de altitud. 

## Geografía
Está ubicada a 17° 3' 15.48" latitud norte y 96° 1' 54.12" longitud oeste.

## Población
Según el censo de población de INEGI del 2010: la comunidad cuenta con una población total de 569 habitantes, de los cuales 307 son mujeres y 262 son hombres. Del total de la población 520 personas hablan alguna lengua indígena.

## Ocupación
El total de la población económicamente activa es de 166 habitantes, de los cuales 132 son hombres y 34 son mujeres.